# 村超

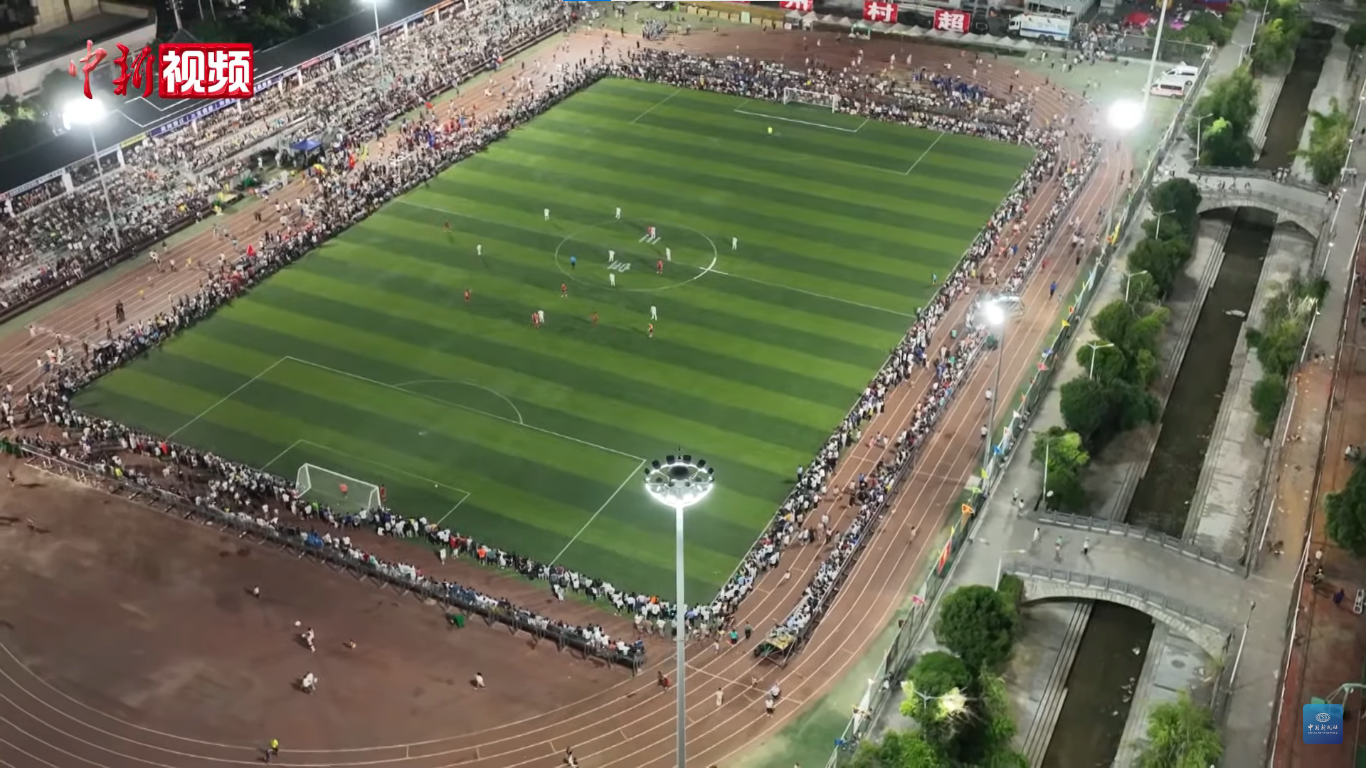
2023年6月3日晚，贵州“村超”乡村足球联赛的比赛现场

村超，正式名称为榕江（三宝侗寨）和美乡村足球超级联赛，是在中华人民共和国贵州省黔东南苗族侗族自治州榕江县举办的足球赛事。村超比赛由村民组织、参赛者以村民为主，比赛奖品也具有农村特点。2023年5月13日，榕江（三宝侗寨）和美乡村足球超级联赛开幕，其开幕式表演和足球比赛在网络上走红后，随即被媒体报道，网民也亲切地称其为“村超”或“村FA”。

## 发展历史
榕江县的足球运动发展起步于1940年代，当时广西大学因日軍侵犯而迁入榕江，并将足球运动传入榕江。1950年代，榕江中学兴起足球运动。此后于1965年8月，榕江县足球队赴镇远县参加黔东南州足球比赛，并获得冠军。1971年后，足球在榕江县机关和企事业单位逐渐发展。1980年代，当地开始流传“要想找工作不愁，就要学会踢足球”，因此当地大部分父母会将孩子送入少体校踢足球。1990年8月，榕江足球爱好者自发成立榕江足球协会；同年10月，榕江足协队赴凯里参加当地“足协杯”竞赛并夺得冠军。
1990年代，榕江县当地村民在县城河边的草地上踢球，此后河边有一片农田被洪水冲毁后废弃。村民自此开始自制露天简易足球场，并举办足球赛，成为“村超”比赛最初的雏形，最热闹时有15支球队参赛，每场比赛座无虚席。经过多年的发展，足球成为榕江县当地最为流行的运动，具有广泛的群众基础，经常举办乡村足球赛、周末足球赛等赛事。尤其是在榕江车江三宝侗寨，所有行政村都有自己的足球队，年纪最小的运动员仅12岁，年纪最大的有50多岁。其中榕江车江“快乐老男孩”足球队被CCTV-13进行了专题报道。2021年，榕江县被评为首批全国县域足球典型县。
2023年1月24日，榕江车江三宝侗寨乡村足球超级联赛在榕江县城北新区体育馆举行，车江三宝侗寨8支乡村足球队参赛，赛程为一周。最终，月寨村足球队以4:1战胜英堂足球队获得冠军。
2023年5月13日，当地球迷组织为了让更多村寨参与比赛，榕江（三宝侗寨）和美乡村足球超级联赛开始举办，使比赛对象扩大至全县。参赛球队共20支，以参与榕江（三宝侗寨）和美乡村足球超级联赛的车江八个村代表队为基础，邀请各乡镇（街道）以村（社区）为单位组织参加。比赛每周五、六、日举行，每天接连进行三场或四场足球赛，比赛时间从傍晚持续到午夜，每场有上万人次观看，最多时达到5万多名观众。比赛采取小组循环及淘汰赛制，第一届的决赛定于2023年7月29日举行。为了方便外地游客观赛，“村超”的赛程设计主打“超级星期六足球之夜”的概念。
2023年7月29日，贵州“村超”举行总决赛，榕江县车江一村足球队和忠诚村足球队在常规时间2:2平局后，车江一村足球队最终在点球大战中获胜，夺得第一届“村超”总冠军。
2023年9月2日，在北京举办的2023服贸会多彩之夜活动上，贵州村超与英格兰足球超级联赛签署战略合作协议，计划开展培训课程和内容互动，并考虑筹办社区足球友谊赛。
2023年11月10日，貴州榕江村超聯隊一行人抵達香港西九龍站，并于11日下午3時與香港明星足球隊在香港大球場举行友誼賽。
2024年1月6日上午，2024賽季村超揭幕，此賽季村超擴容，榕江县有62支村队參賽，而且球隊可以請外援。3月16日下午，2024賽季村超决赛阶段比赛打响。3月23日-24日，香港警察足球会来到贵州榕江，与“村超”足球队连续举行三场友谊赛。

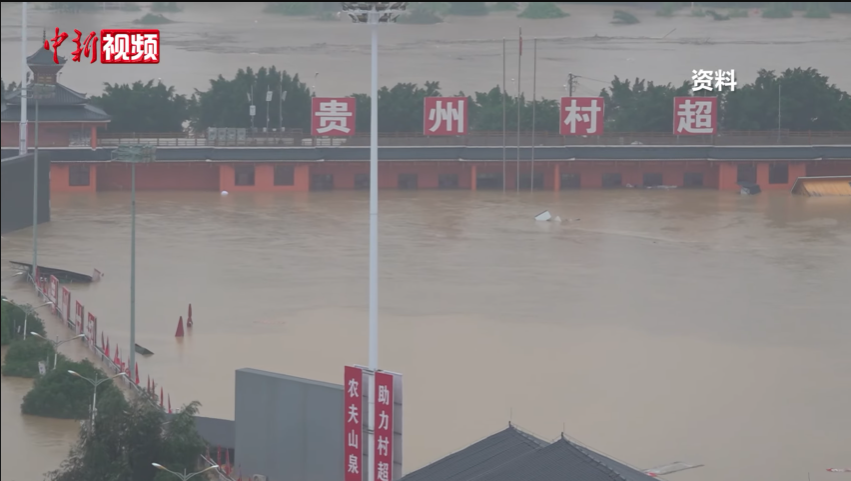
2025年6月下旬被浑浊的洪流吞没的“村超”球场

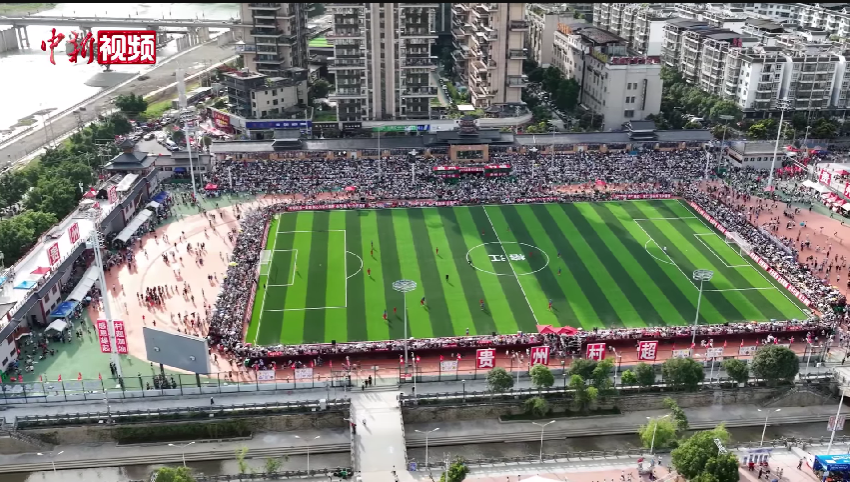
2025年7月26日，“村超”重新开赛

2025年6月下旬，貴州省多地出現暴雨，位于榕江縣内的村超足球場場地和周邊區域道路均被淹浸。原定6月28日、29日举行的比赛也因暴雨天气而需取消和推遲。7月26日，因洪水影响中断一个多月的“村超”再次开赛，新增了灾后重建感恩专场文艺演出，并邀请球星罗伯特·巴乔、罗伯托·卡洛斯参加活动。

## 特点
“村超”比赛的赛事发起、赛程安排、晋级规则、节目表演等均由民间自发组织、自行决定、自行实施，参赛者以村民群众为主。以“快乐老男孩”足球队为例，70余名队员中90%是侗族，平均年龄达45岁。参赛者来自于不同职业背景，如挖掘机驾驶员、木匠、鱼贩、店铺老板、建筑工人、修理工、小商贩等。与村BA一样，“村超”的所有球员、教练和领队均不收取报酬，人力、物力和经费为自筹。
每场“村超”比赛均具有乡村特色，所有入场的啦啦队均身着民族服饰并带有当地特产，之后各村代表队的村民们着民族服饰、肩挑土特产，并演奏芦笙和舞蹈表演，与同村的足球运动员一起入场。在中场休息和比赛结束的暖场环节则会有各个苗村侗寨自发组织的暖场活动，以表演民俗展演节目为主，有芦笙舞、木鼓、琵琶、多耶舞、少儿体操和侗族大歌等。“村超”比赛前4名的奖励为农特产品，而每场比赛获胜的球队则奖励两只猪脚。

## 反响与评价
“村超”开始走红后，吸引大量观众赴球场观赛，每场比赛現場座無虛席。据统计，平均每场“村超”比赛现场观众超过5万人，线上直播观众超过5000万人次。2023年6月3日比赛日当天，韩乔生去现场解说时甚至需要登上梯子。在网络上，关于“村超”比赛亦出现了大量讨论，网民认为“村超”的足球氛围火热、纯粹，激发了人们的足球热情。
体育解说员韩乔生评价“这里的比赛太接地气了”，形容其为“深深扎根于土壤的足球狂欢节”；体育评论员黄健翔则评价“民族风、乡土味、欢乐感，每个人尽情享受着足球带来的快乐”。另外中国足球名宿范志毅则在2023年6月下旬抵达榕江，率领果洛藏族自治州阿尼玛卿足球联队对阵榕江代表队。他在采访中提及英格兰球员迈克尔·欧文，表示应该邀请他来贵州参赛感受“村超”气氛。至于“村超”的火爆原因，范志毅认为“这是纯粹的赛事，是老百姓发自内心喜欢的这项运动”。足球评述员丁伟杰在BBC采访中认为“村超”的火爆离不开中国官方的支持和推动，若“村超”模式能推广到其他地方，也利于本身薄弱的草根足球文化发展，但他担忧舆论对“村超”的关注最后只会变成娱乐而忽视中国足球背后的问题。
随着比赛的走红，榕江县文体广电旅游局相关负责人表示，县长向全国发出邀请，准备成立机构联系对接并举办邀请赛。6月29日，香港明星足球队赴贵州参加“村超”足球友谊赛，此前陈百祥表示可以带自己的球队与“村超”球队对决。另外“村超”也带动了旅游发展。据榕江县政府统计，“村超”举办的一个月时间内吸引游客42万余人次，其中本地游客30.39万人次，外地游客11.61万人次；2023年5月，榕江县接待游客107.37万人次，同比增长39.73%，实现旅游综合收入12.41亿元，同比增长52.08%。当地同时围绕“村超”发展，推出了“超好吃”“超好玩”“超好住”等特色旅游品牌。在“村超”比赛期间，当地群众在体育馆周边摆满临时摊位，当地政府结合城镇精致管理行动要求，在体育馆周边合理规划夜间经济聚集街。
由于观赛观众众多，容易出现安全问题，贵州村超组委会于2023年7月6日发布通告，自7月7日起，每逢比赛日期间进入球场的观众须出示身份证件进场。

### 国际影响
非洲贝宁帕拉库中国援贝宁棉花技术项目驻地内于2024年起举办非洲“村超”足球赛，其比赛模式来源于贵州“村超”。